# Dinotrema cautulum
Dinotrema cautulum är en stekelart som beskrevs av Vladimir Ivanovich Tobias. Dinotrema cautulum ingår i släktet Dinotrema och familjen bracksteklar. Inga underarter finns listade i Catalogue of Life.